# Kang Jae-won
Kang Jae-Won (Bucheon, 30 de novembro de 1965), foi um handebolista sul-coreano, medalhista de prata nas Olimpíadas de 1988.
Atualmente é técnico da seleção sul-coreana feminina de handebol.

## Carreira

### Clubes
- 1989–1992:  Grasshoppers Zürich
- 1992–2002:  Pfadi Winterthur

### Títulos
Individuais
- 1986 - Maior goleador dos Campeonatos Mundiais (67 gols)
- 1988 - Maior goleador dos Jogos Olímpicos (49 gols)
- 1989 - Melhor jogador de handebol do mundo pela IHF [3]